# Jan Fabre

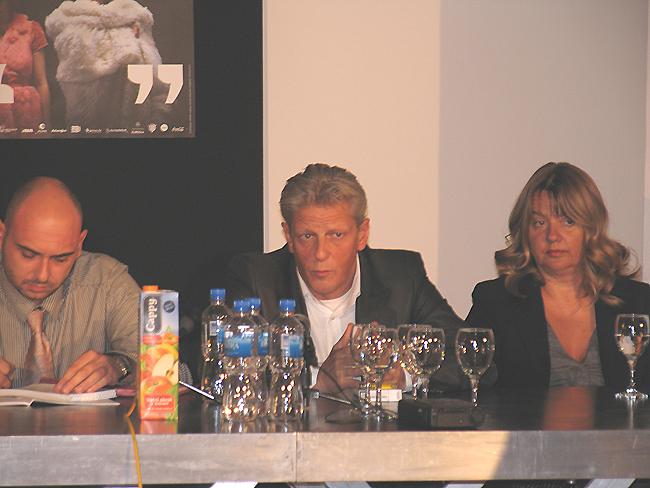
Jan Fabre (centro) em 2008

Jan Fabre (Antuérpia, 1958) é um artista, dramaturgo, encenador, coreógrafo e designer belga.